# Saison 2007 de l'équipe cycliste CSC
L'équipe cycliste CSC participait en 2007 au ProTour.

## Effectif
| Cycliste              | Date de naissance | Nationalité | Équipe 2006         |
| --------------------- | ----------------- | ----------- | ------------------- |
| Kurt Asle Arvesen     | 09-02-1975        | Norvège     |                     |
| Lars Bak              | 16-01-1980        | Danemark    |                     |
| Michael Blaudzun      | 30-04-1973        | Danemark    |                     |
| Matti Breschel        | 31-08-1984        | Danemark    |                     |
| Fabian Cancellara     | 18-03-1981        | Suisse      |                     |
| Íñigo Cuesta          | 03-06-1969        | Espagne     |                     |
| Matthew Goss          | 05-11-1986        | Australie   | South Australia Ais |
| Volodymyr Gustov      | 15-02-1977        | Ukraine     |                     |
| Juan José Haedo       | 26-01-1981        | Argentine   | Toyota-United Pro   |
| Allan Johansen        | 14-07-1971        | Danemark    |                     |
| Bobby Julich          | 18-11-1971        | États-Unis  |                     |
| Kasper Klostergaard   | 22-05-1983        | Danemark    |                     |
| Alexandr Kolobnev     | 04-05-1981        | Russie      | Rabobank            |
| Karsten Kroon         | 29-01-1976        | Pays-Bas    |                     |
| Marcus Ljungqvist     | 26-10-1974        | Suède       |                     |
| Anders Lund           | 14-02-1985        | Danemark    | GLS                 |
| Lars Michaelsen       | 13-03-1969        | Danemark    |                     |
| Stuart O'Grady        | 06-08-1973        | Australie   |                     |
| Martin Pedersen       | 15-04-1983        | Danemark    |                     |
| Luke Roberts          | 25-01-1977        | Australie   |                     |
| Carlos Sastre         | 22-04-1975        | Espagne     |                     |
| Andy Schleck          | 10-06-1985        | Luxembourg  |                     |
| Fränk Schleck         | 15-04-1980        | Luxembourg  |                     |
| Chris Anker Sørensen  | 05-09-1984        | Danemark    | Designa Køkken      |
| Nicki Sørensen        | 14-05-1975        | Danemark    |                     |
| Christian Vande Velde | 22-05-1976        | États-Unis  |                     |
| Jens Voigt            | 17-09-1971        | Allemagne   |                     |
| David Zabriskie       | 12-01-1979        | États-Unis  |                     |

## Victoires
Victoires sur le ProTour
| Date       | Course                                                   | Pays      | Classe | Vainqueur         |
| ---------- | -------------------------------------------------------- | --------- | ------ | ----------------- |
| 14/03/2007 | 3e étape de Paris-Nice                                   | France    | PT     | Alexandr Kolobnev |
| 12/04/2007 | 4e étape du Tour du Pays basque                          | Espagne   | PT     | Jens Voigt        |
| 15/04/2007 | Paris-Roubaix                                            | France    | PT     | Stuart O'Grady    |
| 20/05/2007 | 8e étape du Tour d'Italie                                | Italie    | PT     | Kurt Asle Arvesen |
| 16/06/2007 | 1er étape du Tour de Suisse (contre-la-montre)           | Suisse    | PT     | Fabian Cancellara |
| 19/06/2007 | 4e étape du Tour de Suisse                               | Suisse    | PT     | Fränk Schleck     |
| 24/06/2007 | 9e étape du Tour de Suisse (contre-la-montre)            | Suisse    | PT     | Fabian Cancellara |
| 24/06/2007 | Eindhoven Team Time Trial (contre-la-montre par équipes) | Pays-Bas  | PT     | CSC               |
| 07/07/2007 | Prologue du Tour de France (contre-la-montre)            | France    | PT     | Fabian Cancellara |
| 10/07/2007 | 3e étape du Tour de France                               | France    | PT     | Fabian Cancellara |
| 11/08/2007 | 2e étape du Tour d'Allemagne                             | Allemagne | PT     | CSC               |
| 17/08/2007 | 8e étape du Tour d'Allemagne (contre-la-montre)          | Allemagne | PT     | Jens Voigt        |
| 18/08/2007 | Classement général du Tour d'Allemagne                   | Allemagne | PT     | Jens Voigt        |

Victoires sur les Circuits continentaux
| Date       | Course                                        | Pays        | Classe            | Vainqueur |
| ---------- | --------------------------------------------- | ----------- | ----------------- | --------- |
| 20/02/2007 | 2e étape du Tour de Californie                | États-Unis  | Juan José Haedo   |           |
| 21/02/2007 | 3e étape du Tour de Californie                | États-Unis  | Jens Voigt        |           |
| 24/02/2007 | 6e étape du Tour de Californie                | États-Unis  | Juan José Haedo   |           |
| 01/04/2007 | 2e étape du Critérium international           | France      | Jens Voigt        |           |
| 01/04/2007 | Classement général du Critérium international | France      | Jens Voigt        |           |
| 09/04/2007 | Tour de Cologne                               | Allemagne   | Juan José Haedo   |           |
| 22/04/2007 | 7e étape du Tour de Géorgie                   | États-Unis  | Juan José Haedo   |           |
| 05/05/2007 | Grand Prix Herning                            | Danemark    | Kurt Asle Arvesen |           |
| 06/05/2007 | Colliers Classic                              | Danemark    | Juan José Haedo   |           |
| 10/06/2007 | Commerce Bank International Championship      | États-Unis  | Juan José Haedo   |           |
| 01/08/2007 | 5e étape du Tour de Wallonie                  | Belgique    | Lars Ytting Bak   |           |
| 02/08/2007 | 2e étape du Tour du Danemark                  | Danemark    | Matti Breschel    |           |
| 03/08/2007 | 3e étape du Tour du Danemark                  | Danemark    | Kurt Asle Arvesen |           |
| 05/08/2007 | Classement général du Tour du Danemark        | Danemark    | Kurt Asle Arvesen |           |
| 12/09/2007 | 3e étape du Tour de Grande-Bretagne           | Royaume-Uni | Matthew Goss      |           |
| 06/10/2007 | Monte Paschi Eroica                           | Italie      | Alexandr Kolobnev |           |
| 13/10/2007 | Tour d'Émilie                                 | Italie      | Fränk Schleck     |           |

Championnats nationaux
| Date       | Course                                      | Pays     | Classe | Vainqueur         |
| ---------- | ------------------------------------------- | -------- | ------ | ----------------- |
| 27/06/2007 | Championnat de Suisse du contre-la-montre   | Suisse   | CN     | Fabian Cancellara |
| 29/06/2007 | Championnat du Danemark du contre-la-montre | Danemark | CN     | Lars Ytting Bak   |

Championnats du monde
| Date       | Course                                 | Pays      | Classe            | Vainqueur |
| ---------- | -------------------------------------- | --------- | ----------------- | --------- |
| 27/09/2007 | Championnats du monde contre-la-montre | Allemagne | Fabian Cancellara |           |

## Classements UCI Pro Tour

### Individuel
| Rang | Coureur               | Points |
| ---- | --------------------- | ------ |
| 12   | Carlos Sastre         | 127    |
| 16   | Andy Schleck          | 111    |
| 17   | Fränk Schleck         | 101    |
| 23   | Stuart O'Grady        | 79     |
| 25   | Jens Voigt            | 78     |
| 63   | David Zabriskie       | 38     |
| 69   | Fabian Cancellara     | 32     |
| 78   | Karsten Kroon         | 30     |
| 84   | Chris Anker Sørensen  | 22     |
| 104  | Matthew Goss          | 11     |
| 107  | Michael Blaudzun      | 10     |
| 111  | Bobby Julich          | 10     |
| 113  | Marcus Ljungqvist     | 10     |
| 115  | Luke Roberts          | 10     |
| 116  | Christian Vande Velde | 10     |
| 120  | Kurt Asle Arvesen     | 8      |
| 140  | Alexandr Kolobnev     | 7      |
| 204  | Matti Breschel        | 2      |
| 237  | Anders Lund           | 1      |

### Équipe
L'équipe CSC a terminé à la 1re place avec 392 points.